# Monomorium vatranum
Monomorium vatranum är en myrart som beskrevs av Bolton 1987. Monomorium vatranum ingår i släktet Monomorium och familjen myror. Inga underarter finns listade i Catalogue of Life.